# Ngân hàng thương mại cổ phần Đại Chúng Việt Nam
Ngân hàng Thương mại Cổ phần Đại Chúng Việt Nam (hay còn được gọi là PVcomBank) được thành lập theo Quyết định số 279/GP-NHNN ngày 16/09/2013 của Ngân hàng Nhà nước Việt Nam trên cơ sở hợp nhất giữa Tổng công ty Tài chính cổ phần Dầu khí Việt Nam (PVFC) và Ngân hàng TMCP Phương Tây (WesternBank).

## Quá trình hình thành và phát triển
01/10/2013: PVcomBank chính thức đi vào hoạt động
03/10/2013: PVcomBank tổ chức lễ ra mắt và công bố thương hiệu
04/10/2013: PVcomBank khai trương PVcomBank Hội sở tại 22 Ngô Quyền, quận Hoàn Kiếm, TP. Hà Nội

## Cơ cấu tổ chức
PVcomBank có tổng tài sản đạt hơn 100.000 tỷ đồng, vốn điều lệ 9.000 tỷ đồng, trong đó cổ đông lớn là Tập đoàn Dầu khí Việt Nam (chiếm 52%) và cổ đông chiến lược Morgan Stanley (6,7%).
- Tổng tài sản: Hơn 100.000 tỷ đồng
- Vốn điều lệ: 9.000 tỷ đồng.
- Mạng lưới:
  - Hội sở chính: 22 Ngô Quyền, quận Hoàn Kiếm, TP. Hà Nội.
  - 148 ATM
  - 116 Chi nhánh/Phòng giao dịch/Điểm giao dịch trên toàn quốc.
- Các cổ đông:
  - Tập đoàn Dầu khí Việt Nam (52%)
  - Cổ đông chiến lược Morgan Stanley (6,67%)
  - Các cổ đông khác (41,33%)
- Công ty thành viên:
  - Công ty cổ phần Quản lý quỹ Ngân hàng TMCP Đại Chúng Việt Nam (PVCB Capital).
  - Công ty TNHH MTV Quản lý nợ và Khai thác tài sản Ngân hàng TMCP Đại Chúng Việt Nam (PAMC).
  - Công ty Cổ phần Chứng khoán Dầu khí (PSI).